# Fiocchi di latte
I fiocchi di latte sono un prodotto caseario, simile alla ricotta, dal sapore delicato e dalla consistenza cremosa e non omogenea, ottenuto facendo coagulare del latte scremato.

## Storia
Di prodotti ottenuti dalla coagulazione del latte vi sono testimonianze sin dall'antichità. Gli antichi egizi producevano un formaggio simile alla ricotta. Nell'Odissea di Omero viene riportato che il ciclope Polifemo produceva il formaggio conservandolo nello stomaco di capretti e agnelli. Ciò avviene perché l'enzima chimosina, contenuto nello stomaco dei ruminanti, porta a un processo di coagulazione che separa la cagliata dal latte.
Si pensa che i fiocchi di latte siano originari dell'Europa e che siano divenuti il primo latticino prodotto negli USA quando gli immigrati provenienti dall'altra parte dell'Oceano Atlantico lo diffusero nel Nord America. I fiocchi di latte hanno anche legami con quello che i contadini del Minnesota definivano Dutch cheese, un prodotto da loro inventato nel XIX secolo per recuperare il latte inacidito. All'inizio del XX secolo gli agricoltori della Columbia Britannica nord-orientale producevano qualcosa che chiamavano homesteader's cheese, che si dice fosse simile alla moderna ricotta industriale. Il prodotto casalingo ottenuto dalla coagulazione del latte iniziò a essere definito cottage cheese durante la metà del XIX secolo.
Nel corso della prima guerra mondiale si assistette a un aumento della produzione di fiocchi di latte e altri prodotti caseari destinati alle razioni da campo per i soldati. Il consumo di fiocchi di latte negli USA raggiunse lo zenit durante gli anni settanta, quando il loro commercio fruttava 1,3 miliardi di dollari all'anno. Negli anni a venire, la loro fortuna è venuta meno.

## Valori nutrizionali
Alimento dietetico, i fiocchi di latte hanno una quantità di calorie che possono spaziare tra le 85 e le 120 calorie circa per 100 g di prodotto. Contengono inoltre proteine, le vitamina A, B6, E e D, niacina, sodio, fosforo, potassio, calcio, magnesio, tiamina, riboflavina e selenio.